# نيل مارشال
نيل مارشال (بالإنجليزية: Neil Marshall)‏ هو مخرج ولد بتاريخ (25 ماي 1970) بـ نيوكاسل أبون تاين انجلترا

## أفلامه
أخرج أفلام الجنود الكلاب و ذا ديسنت 1  و دومزداي

## وصلات خارجية
- نيل مارشال على موقع IMDb (الإنجليزية)
- نيل مارشال على موقع ألو سيني (الفرنسية)
- نيل مارشال على موقع أول موفي (الإنجليزية)
- نيل مارشال على موقع قاعدة بيانات الأفلام السويدية (السويدية)
- نيل مارشال على موقع قاعدة بيانات الفيلم (الإنجليزية)
- نيل مارشال على موقع كينوبويسك (الروسية)

صفحته على IMDb